# Guido Gonella
Guido Gonella (Verona, 18 de Setembro de 1905 – Nettuno, 19 de Agosto de 1982) foi um jornalista e político italiano, ministro da República Italiana, e primeiro presidente da Ordem dos Jornalistas em Itália instituída no pós-Guerra.

## Biografia
Licenciado em Filosofia, ensinou Filosofia do Direito nas Universidades de Bari e de Pavia.
Em 1928 foi director da revista Azione fucina da Federação Universitária Católica Italiana (FUCI).
Nos anos 30 colaborou com L'Osservatore Romano, no qual Monsenhor Montini, o futuro Papa Paulo VI, lhe confiou a rubrica Acta diurna, que se torna nos anos dos totalitarismos uma verdadeira central de notícias de todas as partes do mundo. Os artigos de Gonella suscitaram suspeitas no regime fascista, de tal modo que em 1939 foi detido. Libertado poucos dias depois graças à intervenção da Santa Sé, foi todavia obrigado a deixar o ensino.  
Durante a Segunda Guerra Mundial colaborou com Alcide De Gasperi e outros expoentes da democracia cristã, dando vida ao diário Il Popolo, órgão oficial do partido da Democracia Cristã, do qual foi director até 1946.
Pela Democracia Cristã foi eleito deputado e depois senador e foi por várias vezes Ministro da Educação, entre 1946 e 1951, e Ministro da Justiça, entre 1958 e 1962, e de 1972 a 1973. Foi Secretário do partido de 1950 a 1953.
Foi o primeiro presidente da Ordem dos Jornalistas italiana, instituída em 3 de Fevereiro de 1963. 